# Linda Perry
Linda Perry (ur. 15 kwietnia 1965 w Springfield) – amerykańska piosenkarka, kompozytorka, autorka tekstów i producentka. Najbardziej znana z udziału w zespole muzycznym 4 Non Blondes, jest założycielką dwóch wytwórni płytowych i stała się znaną producentką i twórczynią piosenek odpowiedzialną za hity wielu piosenkarek, m.in. Gwen Stefani, P!nk (Get the Party Started), Christiny Aguilery (Beautiful). Jest także odpowiedzialna za albumy Courtney Love i Kelly Osbourne, a także za debiut Jamesa Blunta, współpracowała z Grace Slick.

## Wczesne życie
Linda Perry urodziła się 15 kwietnia 1965 roku w Springfield, w stanie Massachusetts. Jej ojcem był Alfred Xavier Perry (1925-2005), muzyk portugalskiego pochodzenia. Jej matką była Malruce Perry, modelka i projektantka mody brazylijskiego pochodzenia. Miała sześcioro rodzeństwa: siostrę Sally i pięciu braci - Jaya, Solomona, Marka, Marcela i Johna.
Perry od dziecka wykazywała zainteresowanie muzyką. Nastoletnie lata spędziła w San Diego, a w 1986 roku przeprowadziła się do San Francisco.

## Kariera

### Czasy 4 Non Blondes
Po pewnym czasie występowania jako piosenkarka w klubach i kawiarniach Bay Area (San Francisco) w 1990 roku została zwerbowana do zespołu 4 Non Blondes przez jego założycielkę, Christę Hillhouse. Po kilku latach lokalnych występów i negocjacji z różnymi wytwórniami muzycznymi, w końcu zespół podpisał kontrakt z Interscope Records i wydał debiutancki album Bigger, Better, Faster, More! pod koniec 1992 roku. Album, na którym Linda była wokalistką i główną kompozytorką, okazał się wielkim sukcesem, a singel What’s Up? stał się hitem.
w 1994 roku Linda Perry wystąpiła wraz z Juilliard Orchestra i członkami The Who, wykonując piosenkę Dr. Jimmy, co zostało uwiecznione na live albumie A Celebration: The Music of Pete Townshend and The Who.
W 1995 roku Linda opuściła zespół po różnicy zdań co do kształtu nowego albumu. Ona chciała aby był bardziej eksperymentalny, podczas gdy reszta zespołu chciała pójść śladami komercyjnego sukcesu Bigger, Better, Faster, More!. Nagrali wspólnie jeszcze jedną piosenkę, było to Misty Mountain Hop Led Zeppelin na tribute album Encomium.

### Kariera solowa
Jako że kontrakt z Interscope Records nie został wypełniony, wytwórnia (z oporem) zezwoliła Lindzie na nagranie płyty solowej, nalegając jednak na własny wybór producenta. Producentem został Bill Bottrell i członkowie Tuesday Night Music Club, którzy wcześniej wyprodukowali debiut Sheryl Crow, co okazało się sukcesem. W 1996 wydany został debiutancki album solowy Lindy Perry, zatytułowany In Flight, który był nastrojowy, dojrzały i zupełnie inny od brzmienia 4 Non Blondes. Otrzymał bardzo dobre recenzje wśród krytyków, jednak zupełnie się nie sprzedał, prawdopodobnie z powodu braku promocji ze strony Interscope. Perry promowała płytę za własne pieniądze, włączając w to występ w Howard Stern Show (uczestniczyła w lesbijska randka na telefon i zagrała What’s Up?). Prowadziła także Bammies (Bay Area Music Awards) w 1997 i 1998 roku.
W 1997 roku zajęła się dwoma nowymi przedsięwzięciami, wyprodukowała film Pink as The Day She Was Born, w którymi wystąpili m.in. Les Claypool z zespołu Primus i komik Margaret Cho. Linda była niezadowolona z tego, co sama doświadczyła w biznesie muzycznym, więc założyła swoją własną wytwórnię muzyczną o nazwie Rockstar Records, której głównym celem było wydanie albumu jej ukochanego zespołu Stone Fox. Przy okazji podpisała kontrakt z lokalnym zespołem z San Francisco – 2 Lane Blacktop. W 1998 roku Perry wystąpiła w CNN w programie o tym jak niezależni artyści eliminują wielkie wytwórnie.
W 1999 roku wydała swój kolejny solowy album After Hours, tym razem w swojej wytwórni Rockstar Records. Przez resztę roku występowała promując swój album wraz z basistką Christą Hillhouse ze swojego dawnego zespołu 4 Non Blondes i perkusistką Claudią Page.
W 2001 roku Linda powróciła do muzyki i występów. Stworzyła nowy materiał z nadzieją na podpisanie kontraktu z dużą wytwórnią. Postanowiła pójść tą drogą ponieważ jako artystka niezależna spędzała więcej czasu w biurze zamiast na scenie. Przez ten czas napisała wiele piosenek, z czego dwie ("Beautiful" i "Cruz") zostały nagrane przez Christinę Aguilerę i zamieszczone na przebojowym albumie Stripped. W 2001 roku Linda kończyła większość swych występów utworem "Beautiful", piosenką która miała być jej własnym hitem pozwalającym na powrót.
W 2002 roku wystąpiła w Knitting Factory w Los Angeles, gdzie zagrała set swoich utworów i set coverów Led Zeppelin. Na występie zjawiło się mnóstwo fanów i krytyków, którzy byli świadkami jak P!nk śpiewa z nią "Lonely Girl" i Christina Aguilera debiutuje w utworze "Beautiful". Linda wystąpiła także na imprezie charytatywnej zorganizowanej przez DKNY w Los Angeles, gdzie wraz ze Slashem zaprezentowała Whole Lotta Love Led Zeppelin.
W 2005 roku Linda wystąpiła pierwszy raz od roku 2002, na Sundance Film Festival. Podpisała także kontrakt z niezależną wytwórnią Kill Rock Stars, która w październiku wydała reedycję jej debiutanckiego albumu In Flight. Reedycja w nowej oprawie graficznej zawiera teledyski do "Fill Me Up" i "Freeway". W ramach promocji płyty Linda wystąpiła na trzech koncertach na zachodnim wybrzeżu z Sierrą Swan jako supportem.

### Linda jako producentka, kompozytorka i autorka tekstów
Początki tego aspektu jej kariery wiążą się z P!nk, która zadzwoniła do niej w poszukiwaniu pomocy producenckiej i w pisaniu piosenek na swój drugi album. Linda pomogła napisać i wyprodukować większą część albumu M!ssundaztood wydanego w 2001 roku, który okazał się wielkim sukcesem. Na płycie znalazły się utwory w całości napisane przez Lindę: "Get the Party Started" i "Lonely Girl". Pozwoliło to wrócić jej do show biznesu jako jednej z najlepszych producentek w branży.
Po sukcesie z P!nk, następnym dużym osiągnięciem było napisanie jednego z największych przebojów Christiny Aguilery – Beautiful. Od tamtej pory Linda współpracowała z wieloma artystami, m.in. Jewel, Courtney Love, Gwen Stefani, Blaque, Sugababes, Lillix, Robbie Williams, Melissa Etheridge, Sierra Swan, Solange Knowles, Gavin Rossdale, Juliette and the Licks, Lisa Marie Presley, Fisherspooner, Unwritten Law, L.P., Kelly Osbourne, Vanessa Carlton, James Blunt, Ben Jelen, Enrique Iglesias i Alicia Keys.
W 2002 roku na albumie Faith Hill znalazła się piosenka napisana wspólnie przez Lindę Perry i P!nk. Wraz z aktorką Giną Gershon napisała piosenkę "StupidStar" do filmu Prey for Rock and Roll. Z artystą L.P. napisała "The Darkside".
W 2003 roku otrzymała dwie nagrody ASCAP (American Society of Composers, Authors, and Publishers), a także była nominowana do Grammy w kategorii Song of the Year za piosenkę "Beautiful".
Przez większość 2004 roku Linda pozostawała poza blaskiem reflektorów. Wystąpiła z Camp Freddy w Los Angeles. W tym samym roku światło dzienne ujrzał debiut solowy Courtney Love America’s Sweetheart, w powstawaniu którego w dużym stopniu uczestniczyła Linda. Pomimo że album został przyćmiony wybrykami Courtney, Perry została doceniona zarówno przez prasę i Courtney.
Na europejskim wydaniu DVD Britney Spears In the Zone jako bonus pojawiła się piosenka "Girls & Boys", która początkowo miała być dla P!nk. Utwór pokazał zapędy Lindy w stronę dźwięków inspirowanych electroclashem. Współpracowała także z zespołem Fisherspooner przy kilku utworach na ich nowy album.
Jest współtwórczynią kilku piosenek na debiutancką płytę Gwen Stefani Love. Angel. Music. Baby., m.in. pierwszego singla promującego album "What You Waiting For?".
Jej nowa wytwórnia Custard Records wydała dwoje nowych artystów: Sunshine i Jamesa Blunta. Debiut Blunta okazał się wielkim sukcesem. Linda wyprodukowała piosenkę "No Bravery" i zagrała w niej na gitarze.
Rok zakończyła współtworząc "Save Me" dla zespołu Unwritten Law, co poskutkowało oczekiwaniem publiczności na nowy album grupy.
W 2005 roku na rynku pojawiła się nowa płyta Kelly Osbourne, napisana i wyprodukowana przez Lindę. Napisała też kilka piosenek dla Enrique Iglesiasa.
W sierpniu 2006 roku ukazała się nowa płyta Christiny Aguilery Back to Basics, na której znalazło się wiele utworów, które Linda napisała razem z Christiną (prawie wszystkie z drugiego CD); jest też jedną z producentów albumu. Napisała także po kilka piosenek na płytę Vanessy Carlton Heroes and Thieves, na solowy album Sierry Swan Ladyland oraz na jeszcze nie wydany album Courtney Love How Dirty Girls Get Clean, który także wyprodukowała. Jest też producentką nowych albumów Bena Jelena i Skin. Współpracowała także z Kelis, Dixie Chicks (utwór "Voice Inside My Head"), The Format ("Dead End") i Goapele ("Darker Side of The Moon") na ich nowych albumach.

## Życie prywatne

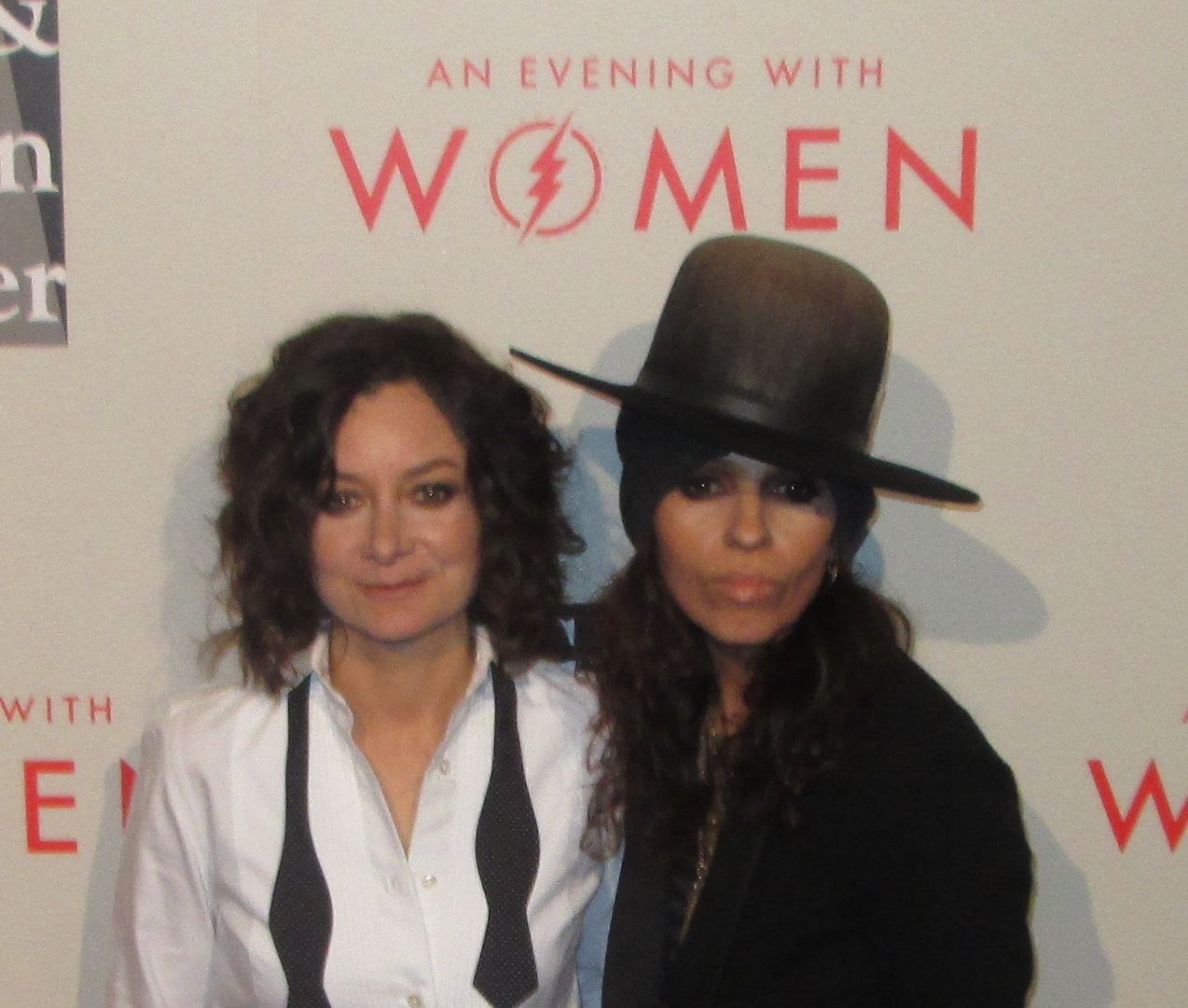
Linda Perry ze swoją byłą żoną, Sarą Gilbert (2014)

Perry otwarcie mówi o swojej orientacji homoseksualnej.
Od 2009 do 2010 roku była w związku z aktorką, Clementine Ford. W 2011 roku rozpoczęła związek z aktorką Sarą Gilbert, z którą wzięła ślub 30 marca 2014 roku. W roku 2019, Gilbert złożyła wniosek o separację.

## Dyskografia

### 4 Non Blondes
- Bigger, Better, Faster, More! (1992)

### Wydawnictwa solowe
- In Flight (1996, reedycja 2005)
- After Hours (1999)

### Producentka, kompozytorka, autorka tekstów
| P!nk – M!ssundaztood (2001)                                               | producentka, twórczyni "Get the Party Started" i "Lonely Girl", współtwórczyni 6 innych piosenek |
| Christina Aguilera – Stripped (2002)                                      | producentka, twórczyni "Beautiful", współtwórczyni 3 innych piosenek                             |
| Faith Hill – Cry (2002)                                                   | współtwórczyni "If You’re Gonna Fly Away"                                                        |
| Gina Gershon – Prey for Rock & Roll soundtrack (2003)                     | współtwórczyni "StupidStar"                                                                      |
| L.P. – Suburban Sprawl and Alcohol                                        | współtwórczyni "The Darkside"                                                                    |
| Courtney Love – America’s Sweetheart (2004)                               | współtwórczyni 8 piosenek, m.in. "Mono"                                                          |
| Gwen Stefani – Love. Angel. Music. Baby. (2004)                           | producentka, współtwórczyni "What You Waiting For?", "The Real Thing" i "Danger Zone"            |
| James Blunt – Back to Bedlam (2004)                                       | producentka, gitarzystka                                                                         |
| Fischerspooner – Odyssey (2005)                                           | współtwórczyni 3 piosenek                                                                        |
| Unwritten Law – Here’s to the Mourning (2005)                             | producentka, współtwórczyni "Save Me (Wakeup Call)"                                              |
| Kelly Osbourne – Sleeping in the Nothing (2005)                           | producentka, muzyk, twórczyni 8 piosenek, współtwórczyni 4 piosenek, m.in. "One Word"            |
| Lisa Marie Presley – Now What (2005)                                      | producentka, współtwórczyni 6 piosenek                                                           |
| Christina Aguilera – Back to Basics (2006)                                | producentka, współtwórczyni 9 piosenek (całe CD #2), m.in. singla "Hurt"                         |
| Dixie Chicks – Taking the Long Way (2006)                                 | współtwórczyni "Voice Inside My Head"                                                            |
| Ben Jelen – East (2006)                                                   | producentka                                                                                      |
| Gwen Stefani – The Sweet Escape (2006)                                    | współtwórczyni "Wonderful Life"                                                                  |
| Courtney Love – How Dirty Girls Get Clean (2007)                          | producentka, współtwórczyni kilku piosenek                                                       |
| Alicia Keys – As I Am (2007)                                              | współtwórczyni 3 piosenek ("Superwoman", "The Thing About Love", "Sure Looks Good to Me")        |
| Christina Aguilera – Bionic (2010)                                        | producentka i twórczyni piosenki "Lift Me Up"                                                    |
| Christina Aguilera – Burlesque: Original Motion Picture Soundtrack (2010) | producentka piosenki "Guy What Takes His Time"                                                   |